# Paroisses des îles Anglo-Normandes
Les paroisses sont les subdivisions administratives des îles Anglo-Normandes.

## Jersey

Carte de Jersey présentant sa division en paroisses.

Jersey est divisée en douze paroisses :
- Grouville
- Saint-Brélade
- Saint-Clément
- Saint-Hélier
- Saint-Jean
- Saint-Laurent
- Sainte-Marie
- Saint-Martin
- Saint-Ouen
- Saint-Pierre
- Saint-Sauveur
- La Trinité

Les paroisses de Jersey sont elles-mêmes subdivisées en vingtaines.

## Guernesey
Guernesey est divisée en dix paroisses :
- Saint-André-de-la-Pommeraye
- La Forêt
- Sainte-Marie-du-Câtel
- Saint-Martin-de-la-Bellouse
- Saint-Pierre-du-Bois
- Saint-Pierre-Port
- Saint-Samson
- Saint-Sauveur
- Torteval
- Le Valle